# Taça Brasil de Futsal de 2013
A Taça Brasil de Futsal de 2013, também conhecida como XL Taça Brasil Correios de Futsal devido a direitos de nome, foi a quadragésima edição da copa brasileira da modalidade. Nove equipes participaram da competição, disputada em três fases.

## Equipes participantes
Equipes participantes da XL Taça Brasil Correios de Futsal:
- Maracanã
- Goiás
- Minas
- Cascavel
- A.D. Tigre
- América de Natal
- Carlos Barbosa
- C.E.R. Atlântico
- Krona Futsal

## Primeira fase

### Grupo E1
|   | Time           | Pts | J | V | E | D | GP | GC | SG | Cartões Amarelos | Cartões Vermelhos |
| - | -------------- | --- | - | - | - | - | -- | -- | -- | ---------------- | ----------------- |
| 1 | Carlos Barbosa | 7   | 3 | 2 | 1 | 0 | 9  | 2  | 7  | 1                | 0                 |
| 2 | Minas          | 6   | 3 | 2 | 0 | 1 | 8  | 5  | 3  | 3                | 0                 |
| 3 | América        | 3   | 3 | 1 | 0 | 2 | 4  | 11 | -7 | 4                | 1                 |
| 4 | Goiás          | 1   | 3 | 0 | 1 | 2 | 7  | 10 | -3 | 4                | 2                 |

### Grupo E2
|   | Time             | Pts | J | V | E | D | GP | GC | SG  | Cartões Amarelos | Cartões Vermelhos |
| - | ---------------- | --- | - | - | - | - | -- | -- | --- | ---------------- | ----------------- |
| 1 | Krona Futsal     | 12  | 4 | 4 | 0 | 0 | 18 | 9  | 9   | 6                | 1                 |
| 2 | C.E.R. Atlântico | 7   | 4 | 2 | 1 | 1 | 15 | 9  | 6   | 6                | 1                 |
| 3 | Cascavel         | 5   | 4 | 1 | 2 | 1 | 11 | 11 | 0   | 7                | 0                 |
| 4 | Maracanã         | 4   | 4 | 1 | 1 | 2 | 8  | 11 | -3  | 2                | 0                 |
| 5 | A.D. Tigre       | 0   | 4 | 0 | 0 | 4 | 6  | 18 | -12 | 5                | 1                 |

## Fase eliminatória
Atualizado em 6 de abril de 2013.
|  | Semifinais       | Semifinais       | Semifinais   |              |                  | Final            | Final | Final |  |
|  |                  |                  |              |              |                  |                  |       |       |  |
|  | Carlos Barbosa   | Carlos Barbosa   | 2            |              |                  |                  |       |       |  |
|  | Carlos Barbosa   | Carlos Barbosa   | 2            |              |                  |                  |       |       |  |
|  | C.E.R. Atlântico | C.E.R. Atlântico | 4            |              |                  |                  |       |       |  |
|  | C.E.R. Atlântico | C.E.R. Atlântico | 4            |              | C.E.R. Atlântico | C.E.R. Atlântico | 2     |       |  |
|  |                  |                  |              |              | C.E.R. Atlântico | C.E.R. Atlântico | 2     |       |  |
|  |                  |                  | Krona Futsal | Krona Futsal | 1                |                  |       |       |  |
|  |                  | Krona Futsal     | Krona Futsal | Krona Futsal | 1                | 4                |       |       |  |
|  |                  |                  |              |              |                  | 4                |       |       |  |
|  | 2                | Minas            | 3            |              |                  |                  |       |       |  |

### Final
| 6 de abril | C.E.R. Atlântico                  | 2 – 1         | Krona Futsal      | Ginásio do C.E.R. Atlântico, Erechim, RS                   |
| 13:00      | Alemão 16' 16'' · Hector 46' 14'' | Ficha Técnica | 4' 40'' Elisandro | Árbitro: SP Michel Jean Bonnaud (FIFA) MG Alexandre Campos |

## Premiação

### Campeão
| Campeão da Taça Brasil de 2013 |
| Rio Grande do Sul              |
| ------------------------------ |
| C.E.R Atlântico (1º título)    |

### Fair Play
| Troféu Fair Play |
| ---------------- |
| Maracanã         |

## Artilharia
| Gols | Jogador        | Time           |
| ---- | -------------- | -------------- |
| 7    | Valença        | Krona Futsal   |
| 4    | Rodrigo        | Carlos Barbosa |
| 4    | Daniel         | Cascavel       |
| 4    | Zico           | Atlântico      |
| 4    | Keke           | Atlântico      |
| 3    | Adeirton       | Cascavel       |
| 3    | Vander Carioca | Krona Futsal   |
| 3    | Hector         | Atlântico      |
| 3    | Sakai          | Krona Futsal   |

## Classificação geral
| Pos | Times            | Pts | J | V | E | D | GP | GC | SG  | %    | Classificação ou rebaixamento                                         |
| --- | ---------------- | --- | - | - | - | - | -- | -- | --- | ---- | --------------------------------------------------------------------- |
| 1   | Atlântico        | 13  | 6 | 4 | 1 | 1 | 21 | 12 | +9  | 72,2 | Finalistas                                                            |
| 2   | Krona Futsal     | 15  | 6 | 5 | 1 | 0 | 23 | 14 | +9  | 83,3 | Finalistas                                                            |
| 3   | Carlos Barbosa   | 7   | 4 | 2 | 1 | 1 | 11 | 6  | +5  | 58,3 | Eliminados nas semifinais                                             |
| 4   | Minas            | 6   | 4 | 2 | 0 | 2 | 11 | 9  | +2  | 50   | Eliminados nas semifinais                                             |
| 5   | Cascavel         | 5   | 4 | 1 | 2 | 1 | 11 | 11 | 0   | 41,7 |                                                                       |
| 6   | Maracanã         | 4   | 4 | 1 | 1 | 2 | 8  | 11 | -3  | 33,3 |                                                                       |
| 7   | América de Natal | 3   | 3 | 1 | 0 | 2 | 4  | 11 | -7  | 33,3 |                                                                       |
| 8   | Goiás            | 1   | 3 | 0 | 1 | 2 | 7  | 10 | -3  | 11,1 |                                                                       |
| 9   | Tigre            | 0   | 4 | 0 | 0 | 4 | 6  | 18 | –12 | 0    | Zona de rebaixamento à 1ª Divisão da Taça Brasil de Futsal de 20141 2 |

1Rebaixamento das federações que possuem seus representantes escolhidos de acordo com seus campeonatos locais.

2A federação do Rio de Janeiro foi automaticamente rebaixada.